# مسدسان
المسدسان (بالإنجليزية: 2 Guns)‏ هو فيلم حركة أُصدر في الولايات المتحدة سنة 2013.

## طاقم التمثيل
- دنزل واشنطن
- مارك والبيرغ
- بولا باتون
- بيل باكستون
- جيمس مارسدن

## القصة
تدور قصة الفيلم حول عميل تابع لإدارة مكافحة المخدرات، وآخر تابع للمخابرات البحرية الأمريكية. ينجحان في سرقة بنك مكسيكي، كلا لحساب منظمته وبعد نجاح المهمة يكتشفان خداع قادتهما فيتعاونان للخروج معا بسلام دون أن يعرف أحدهما هوية الآخر.

## الميزانية والإيرادات
بلغت تكلفة إنتاج الفيلم حوالي 61 مليون دولار بينما حقق أرباحاً تقدر بـ 131,940,411 دولار.

## روابط خارجية
- مسدسان على موقع IMDb (الإنجليزية)
- مسدسان على موقع ميتاكريتيك (الإنجليزية)
- مسدسان على موقع الموسوعة البريطانية (الإنجليزية)
- مسدسان على موقع روتن توميتوز (الإنجليزية)
- مسدسان على موقع نتفليكس (الإنجليزية)
- مسدسان على موقع قاعدة بيانات الأفلام العربية
- مسدسان على موقع ألو سيني (الفرنسية)
- مسدسان على موقع أول موفي (الإنجليزية)
- مسدسان على موقع بوكس أوفيس موجو (الإنجليزية)
- مسدسان على موقع فيلمافينيتي (الإسبانية)